# مجموعة الرواد
تأسست مجموعة الرواد (Arrowad Group) في عام 1990 كمنظومة من المؤسسات المستقلة تعمل في مجالات التعليم والاستشارات والتدريب والتحسين المستمر وتقنية المعلومات والإعلام في المملكة العربية السعودية وقطر والإمارات العربية المتحدة والسودان وعمان والمملكة المتحدة وغيرها.

## التعليم
التعليم هو النشاط الاساسي في مجموعة الرواد؛ إذ تقوم المجموعة بإنشاء وتشغيل أنظمة المدارس من رياض الأطفال إلى الصف الثاني عشر في المملكة العربية السعودية وقطر والمملكة المتحدة وغيرها. وتشمل هذه النظم الشهادة العامة الدولية للتعليم الثانوي (IGCSE) وشهادة الثانوية العامة في أمريكا الشمالية (SAT) والمناهج الوطنية. وتمتلك مجموعة الرواد مدارس الرواد العالمية في الرياض، ومدارس الرواد العالمية في الدوحة، ومدارس الرواد في أبها، ومدارس الرواد في بريدة، ومدارس الرواد في البدائع، ومدارس الرواد في خميس مشيط وغيرها. ليس لدى المجموعة إسهامات في التعليم العالي حاليا، ولكنها تقدم برامج لتأهيل تأهيل المعلمين، من أبرزها مبادرة التربوي الدولي (INTEREDU) لتأهيل المعلمين للعمل في المدارس العالمية.

## النشاطات
لدى مجموعة الرواد عدد من الشركات التي تعمل في مجالات متنوعة مثل الاستشارات والتدريب والتحسين المستمر وتقنية المعلومات والإعلام في منطقة الشرق الأوسط وشمال أفريقيا. وأولت مجموعة الرواد اهتماما خاصا للتحسين المستمر باستخدام منهجية كايزن على مدى السنوات العديدة الماضية؛ إذ تمثل هذه المنهجية عنصر تمكين مهم في برامج التحويل الاقتصادي مثل برنامج التحول الوطني في المملكة العربية السعودية لتحقيق إنفاق أكثر فعالية كهدف مركزي في تحقيق غايات الرؤية الوطنية (Vision2030).